# 이니 미니 마이니 모

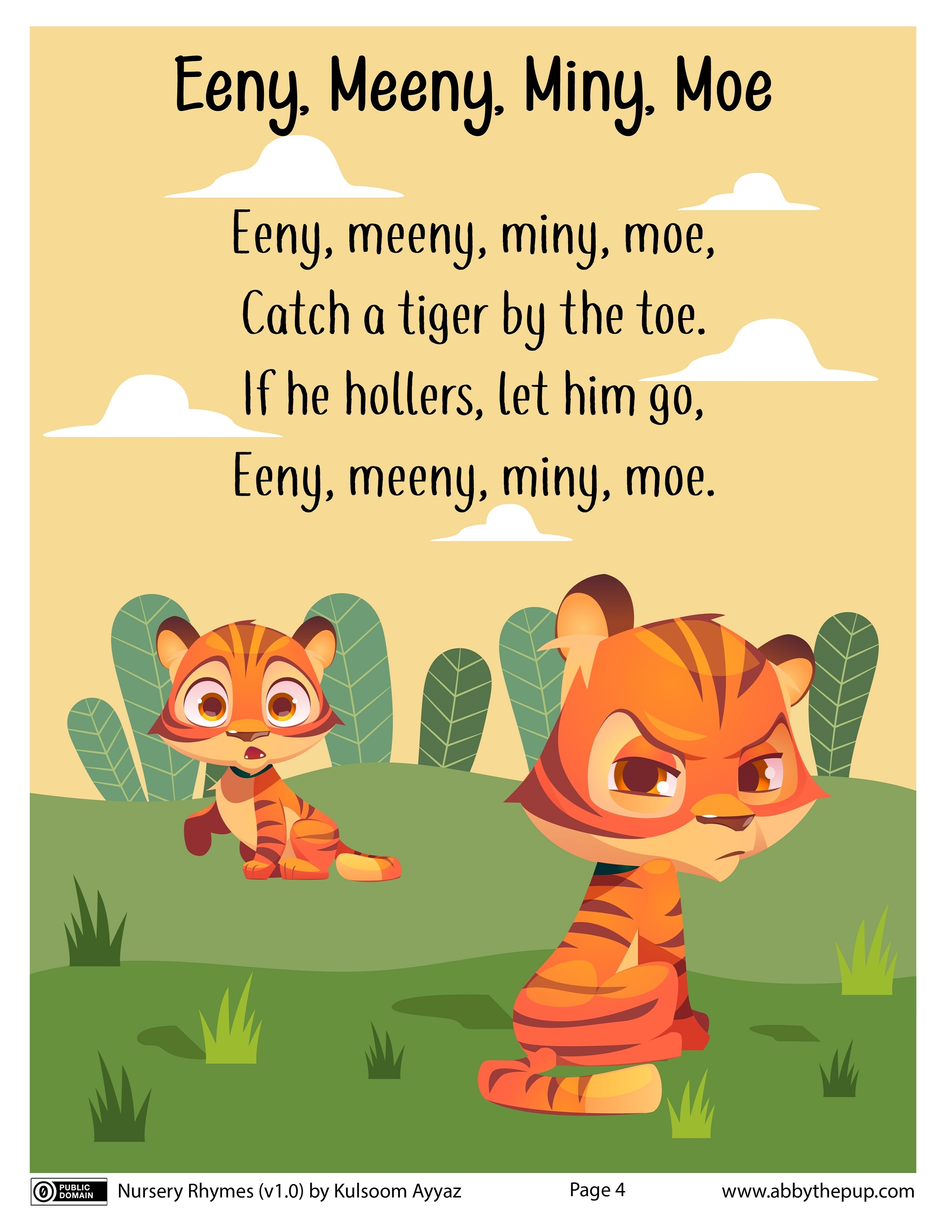

이니, 미니, 마이니, 모(Eeny, meeny, miny, moe 등으로 씀)는 영어권 등의 나라에서 주로 어린이가 놀이에서 편을 가르거나 술래를 정하기 위해 쓰는 노래 또는 구호이다. 1850년대 또는 그 이전부터 여러 가지 형태로 존재했으며, 지금도 많은 나라에서 사용되고 있다. 많은 비슷한 노래가 존재했었기 때문에 정확한 기원을 알아내는 것은 어렵다.

## 여러 가지 꼴
영국과 미국에서는 가사가 약간 다르게 불린다.
영국에서는
Eeny, meeny, miny, moe (이니, 미니, 마이니, 모)
Catch a baby by the toe (아기의 발가락을 잡아라)
If it squeals let it go (만약에 울면 놓아줘)
Eeny, meeny, miny, moe (이니, 미니, 마이니, 모.)
미국에서는
Eeny, meeny, miny, moe (이니, 미니, 마이니, 모)
Catch a tiger by the toe (발가락으로 호랑이를 잡아라)
If he hollers let him go (만약 으릉대면 놓아줘)
Eeny, meeny, miny, moe (이니, 미니, 마이니, 모.)
노래를 부르며 각 단어 또는 음절마다 한 사람씩을 돌아가며 가리키다가 마지막 줄의 마지막 음절에 지적된 사람이 술래 또는 탈락자가 된다. 이 때, 마지막 줄은 여러 가지 꼴로 변형되거나 덧붙여져 불리기도 한다. 예를 들어 “울 엄마가 그랬어, 그건 바로 너!”(My mother says that you are IT!) 등이 있다.
마지막 줄은 아래처럼 바뀌어 불리기도 한다.
My mother told (또는 said 나 says) me (울 엄마가 그랬어)
To pick the very best one (술래를 고르자)
And you are it (또는 not it). (술래는 바로 너 또는 너 말고)
가끔은 "you dirty dirty dishrag you"(너는 지저분한 지저분한 행주)라고 덧붙이기도 함
또는
Out goes one (한 명 나가)
Out goes two (두 명 나가)
Out goes another one (또 한 명 나가)
And that is you. (그건 바로 너.)
또는
The cow says (소가 그랬어)
It is not you (그건 너라고)
Whether you like it (좋든지)
Or not. (말든지)

## 역사
첫째 줄의 실제 뜻에 대해서는 여러 가지 이야기가 존재하지만, 그저 의미없는 말이라는 것이 유력한 설이다. 1855년에 영어로된 최초의 출판본에는 eeny, meeny, moany, mite와 hana, mana, mona, mike라고 되어 있다. 다른 형태들도 영국과, 미국, 그리고 다른 유럽 언어판으로 존재한다. 어떤 사람들은, 그 근거는 미약하지만, 이 가사가 인신공희의 희생자를 고르기 위한 켈트족 성직자들의 노래에서 유래했다고도 말한다.

## 논쟁
두 번째 줄에 나오는 "tiger"(호랑이)를 "nigger"(검둥이)로 바꿔 부른 판도 있는데, 이는 논쟁의 대상이 되어왔다. 어떤이들은 "nigger"가 먼저이고, "tiger"가 그 낱말을 대체한 것이라고 말하지만, "tiger" 보다 더 오래된 형태는 아직까지 발견되지 않았다.
1960년대 후반 이전까지 어린 시절을 보낸 많은 사람들은 "nigger" 판의 노래를 기억할 것이다. 1960년대 말, 특히 1964년 시민권법 이후로 "nigger" 판은 거의 불리지 않고 있지만, 아직도 일부 집단에서는 불리고 있다.
종종 마지막 두 줄은 아래처럼 바뀌어 불리기도 하는데, "nigger" 판 이외의 경우에도 아래처럼 바뀌어 불릴 때도 있다.
Eeny, meeny, miny, moe (이니, 미니, 마이니, 모)
Catch a nigger by his toe (검둥이의 발가락을 잡아라)
If he hollers make him pay, (울면 돈을 내라고 해,)
Fifty dollars every day (매일 50 달러씩)

## 소송
항공기 이륙 직전에 승객들을 앉히기 위해 이 노래를 농담조로 사용한 항공 승무원 때문에 사우스웨스트 항공사는 2003년에 인종 차별죄로 고소를 당했다. 그러나 항공사는 2004년 1월 캔사스 시티 연방 지방 법원 배심에서 무죄 판결을 받았다.
당시 불린 노래는 다음과 같았다.
Eeny meeny miny mo (이니 미니 마이니 모)
Please sit down it's time to go (앉아 주세요 출발할 시간입니다)
그리고
Eeny meeny miny mo (이니 미니 마이니 모)
Pick a seat, it's time to go (앉으세요 출발할 시간입니다)
고소를 한 사람은 아프리카계 미국인들이었고, 모욕적이었다고 진술했다.
사우스웨스트항공은 편안한 투로 승객들을 제어하는 것으로 널리 알려져 있다.

## 대중문화
- 쿠엔틴 타란티노의 1994년 영화 《펄프 픽션》에서 '제드'라는 등장인물이 백인 권투 선수와 흑인 갱 우두머리 중 누구를 먼저 강간할지를 결정하기 위해 "nigger" 판을 부르는 장면이 나온다.
- 1996년의 《닥터 후》 시리즈 〈셀레스티얼 토이메이커〉(The Celestial Toymaker)에 "nigger" 판이 사용되었다. 2001년의 오디오 버전에는 피터 퍼브스의 대사로 해당 부분이 지워져서 나온다.
- 《심슨 가족》의 시즌 3 에피소드 중에, 호머 심슨은 스프링필드 원자력 발전소의 융해를 막기 위해 어떤 단추를 눌러야 할지 정하기 위해 이 노래를 부른다.
- 거스 밴샌트 감독의 2003년 영화인 《엘리펀트》의 마지막 장면에서 주인공이 이 노래를 부르는 장면이 나온다.
- 자코 반도르말 감독의 2009년 영화인 《미스터 노바디》영화 초반에 주인공의 어머니가 주인공 시점의 카메라를 향하는 장면에서 이니, 미니, 마이니, 모라고 아기인 주인공을 어르는 장면이 나온다.
- 매슈 본 감독의 2010년 영화인 《킥 애스》에서 힛걸이 마약상 하위 조직원을 처리하는 장면에서 이니, 미니, 마이니, 모라고 마약상 부하들을 칭하는 장면이 나온다.